# Luigi Biffi
Luigi Biffi (Milano, 3 agosto 1928 – Milano, 1994) è stato un pittore e illustratore italiano.

## Biografia
Biffi è nato a Milano nel 1928 da una famiglia dai vivi interessi artistici (nonno e papà musicisti e pittori). Si dedica inizialmente all’illustrazione ed ai fumetti dedicandosi quindi completamente alla pittura dagli anni ’60.
Pittore neorealista, ha allestito numerose personali in Italia ed ha partecipato a importanti rassegne di tendenza. Famoso per la sua produzione grafica spesso dedicata a temi storici legati alla sua città.
Nel 1972, presentato da Mario De Micheli, ha ordinato la sua prima mostra significativa alla Galleria dell’Orso di Milano. Dino Villani la visitò e lo invitò a partecipare al Premio Suzzara dove ottenne il primo premio. Da allora seguirono mostre in diverse città come Lucca, Roma, Torino, ecc. Nel 1974 gli è stato assegnato il primo premio ex aequo nel concorso nazionale sul tema della Resistenza.
Costante la sua partecipazione a mostre di gruppo e di tendenza figurativa. Tra le mostre di tendenza di maggiore interesse vanno ricordate: Immagine 10, Rapallo; Pittura di impegno civile, Milano, Firenze, Taranto; diverse mostre di tendenza organizzate dal comune di Trezzano sul Naviglio; arte e impegno civile, Palazzo comunale Cremona.Giancarlo Vigorelli, presidente degli studi manzoniani, presentò al palazzo Bagatti Valsecchi di Milano la mostra di Biffi, La colonna infame, di Manzoni, con un saggio critico in catalogo.
Biffi si è dedicato con passione alla interpretazione grafica di testi letterari milanesi. Hanno scritto di lui presentando le sue opere: Mario De Micheli, Dino Villani, Giorgio Seveso, Giancarlo Vigorelli.

## Opere
Volumi di cui Biffi ha curato le illustrazioni:
- Immagini per la poesia di Delio Tessa. Testi di Mario De Micheli e Giorgio Seveso | (1982) | Vangelista Ed.| Milano

- “Incontri con la Milano di Bonvesin de la Riva”| (1983) | Vangelista Ed. | Milano

- Storia della Colonna Infame. Introduzione di Giancarlo Vigorelli | Vangelista Ed. | (1985) | Milano

- La Ninetta del Verzee. 6 litografie a colori e un racconto di Ivan Della Mea. | Gesca Ed. | (1986) |Milano

- La peste di Milano del 1630. 10 litografie a colori. Testo di Paolo Bellini. | Linati Ed. | (1989) | Milano

- Otto incisioni per Milano. testo di Paolo Bellini. | Bandini Ed. | (1992) | Milano

- L’editore Sciardelli pubblica n volume postumo con acquarelli ispirati alla poesia di Tessa; Illustrazioni al poema DE LÀ DEL MUR del poeta milanese Delio Tessa, curato da Franco Loi.  |Sciardelli Ed. | (1994) | Milano

- Raffaele Bandini edita postuma la raccolta di disegni sugli eccidi di Bava Beccaris del 1898. “UNA PAGINA DI STORIA MILANESE - MAGGIO 1898 -“ testi di Rossana Bossaglia e Secondo Malaguti. | Bandini Ed. | (1998) | Milano